# Yoshitaka Iwamizu
Yoshitaka Iwamizu (jap. 岩水嘉孝 Iwamizu Yoshitaka; ur. 20 czerwca 1979 w Toyohashi) – japoński lekkoatleta, specjalizujący się w biegu na 3000 metrów z przeszkodami.

## Osiągnięcia
- brązowy (indywidualnie) oraz złoty (w drużynie) medal w przełajowych mistrzostwach Azji w kategorii juniorów (Chiba 1997)[1]
- srebrny medal igrzysk azjatyckich (Pusan 2002)
- 11. miejsce podczas mistrzostw świata (Paryż 2003)
- złoto igrzysk Azji wschodniej (Makau 2005)
- liczne złote medale mistrzostw Japonii

Dwukrotnie reprezentował Japonię podczas igrzysk olimpijskich. W obu startach (Ateny 2004 i Pekin 2008) odpadał w eliminacjach zajmując odpowiednio 25. i 29. miejsce.

## Rekordy życiowe
- bieg na 3000 metrów z przeszkodami – 8:18,93 (2003) rekord Japonii
- bieg na 3000 metrów – 7:55,90  (2008)
- bieg na 5000 metrów – 13:37,99 (2005)
- bieg na 10 000 metrów – 28:17,80 (2010)
- bieg na 10 mil – 46:43 (2001)
- półmaraton – 1:02:21 (2000)